# Điềm Phùng Thị
Điềm Phùng Thị (née le 18 août 1920 à Hué et décédée le 28 janvier 2002 dans la même ville) est une sculptrice moderniste vietnamienne, considérée comme l'« un des maîtres de l'art moderne vietnamien. »
Après une formation de chirurgien-dentiste et un déménagement en France, elle a développé un intérêt pour la sculpture dans la quarantaine et a été reconnue en Europe et au Vietnam pour son travail.

## Débuts et éducation
Điềm Phùng Thị est né Phùng Thị Cúc en 1920 à Hué,,. Enfant, elle a voyagé à travers le Viêt Nam avec son père, fonctionnaire d'état, première occasion pour elle de découvrir les traditions sculpturales indigènes de son pays.
Elle étudie l'odontologie à l'Université de médecine de Hanoï, devenant l'une des premières femmes diplômées de l'université en 1946,. Elle a ensuite passé deux ans à combattre les Français lors de la première guerre d'Indochine. Cependant, en 1948, elle souffrit de paralysie et est amenée en France pour y être soignée,. Après sa guérison, elle est restée dans le pays et a obtenu un doctorat en chirurgie dentaire en 1954, Dans le cadre de ses études supérieures, elle a fait des recherches sur la tradition de la mastication des feuilles de bétel au Vietnam.

## Sculpture
Điềm Phùng Thị n'a commencé à sculpter qu'aux alentours de 40 ans, en 1959,. Après avoir abandonné sa carrière de dentiste et fréquenté l'école des beaux-arts de Paris, elle étudie auprès du sculpteur Antoniucci Volti de 1961 à 1963,,,. Au cours de la première décennie de sa pratique artistique, Điềm s'installe dans un style abstrait, abandonnant la sculpture figurative. Elle forme son style à partir d'un ensemble de sept formes qui pourraient former des combinaisons apparemment infinies qu'elle appelle Les sept modules,,. Elle expérimente une grande variété de matériaux, y compris la terre cuite, la pierre, le métal, le bois, la laque, le polyester et même des restes de bombes B-52,,. Elle s'inspire de ses souvenirs du Vietnam et de ses expériences en tant que femme,. Điềm Phùng Thị est décrite comme l'« un des maîtres de l'art moderne vietnamien » et « la réponse du Vietnam à Louise Bourgeois ».
Son travail est largement exposé à travers l'Europe, à commencer par une exposition en 1966 à la galerie Bernheim-Jeune de Paris,. Elle organise également des expositions au Vietnam, sa première en 1978 étant considérée comme l'une des premières expositions d'art abstrait du pays,,. De plus, elle a produit des bijoux, ainsi que des œuvres d'art pour l'installation, notamment à l'ambassade du Vietnam en France et à la bibliothèque de Bayeux,.

## Décès et postérité
En 1992, Điềm Phùng Thị retourne au Vietnam et s'installe dans sa ville natale de Huế,,. Elle y décède en 2002, à l'âge de 81 ans,,,. Une grande partie de son travail est alors donnée à la ville de Hué, où elle est exposée au musée d'art Điềm Phùng Thị,.
Plusieurs de ses œuvres figurent aujourd'hui dans les collections publiques françaises, citons Mère et enfants, Arbre de vie ou Camion camouflée dans les collections nationale du CNAP et encore Le Traineau, monument public de Vitry-sur-Seine, en France. Le musée d'art et d'histoire de Meudon possède deux oeuvres, une tapisserie initutulée La fête des mondes, et une sculpture : Le soldat de la libération.